# Chengnan, Ninghua
Chengnan (kinesiska: 城南) är en köping i sydöstra Kina. Den ligger i Ninghua härad i staden Sanming i provinsen Fujian, omkring 260 kilometer väster om provinshuvudstaden Fuzhou. Antalet invånare är 7385. Befolkningen består av 3 624 kvinnor och 3 761 män. Barn under 15 år utgör 15,0 %, vuxna 15-64 år 74 %, och äldre över 65 år 10,0 %.